# Sigurd Jørgensen
Sigurd Gersdorf Jørgensen (født 15. februar 1887 i Bergen, død 14. december 1929 smst) var en norsk gymnast. som deltog i OL 1912 i Stockholm.
Ved OL 1912 var han med for Norge i holdkonkurrencen i frit system. Nordmændene vandt konkurrencen med 22,85 point, mens Finland på andenpladsen fik 21,85 og Danmark på tredjepladsen 21,25 point.